# Colonia la Poza
Colonia la Poza är en ort i Mexiko, tillhörande kommunen Capulhuac i delstaten Mexiko, i den centrala delen av landet. Orten hade 639 invånare vid folkräkningen 2010.